# Список умерших в 1931 году
В этой статье представлен список известных людей, умерших в 1931 году.
- См. также: Категория:Умершие в 1931 году

## Январь
- 1 января — Мартинус Бейеринк (79) — голландский микробиолог и ботаник, член-корреспондент, иностранный член и почётный член РАН.
- 3 января — Жозеф Жоффр (78) — французский военный деятель, маршал Франции.
- 3 января — Лев Кроль (59) — деятель кадетской партии, масонский активист в Екатеринбурге, после революции крупный гражданский деятель Белого движения.
- 8 января — Давид Гордон — врач, владелец таганрогской водолечебницы.
- 11 января — Марианна Черкасская (54) — оперная певица.
- 12 января — Джованни Больдини (88) — итальянский живописец, один из лучших портретистов конца XIX — начала XX века.
- 21 января — Феликс Блуменфельд (67) — российский пианист, композитор и музыкальный педагог.
- 22 января — Альфред Модсли (80), британский путешественник-исследователь, фотограф и археолог-любитель; один из пионеров научной майянистики.
- 23 января — Анна Павлова (49) — русская артистка балета, одна из величайших балерин XX века; пневмония, плеврит .
- 28 января — Константин Еремеев (57) — российский революционер, советский военный деятель, журналист.

## Февраль
- 4 февраля — Всеволод Игнатовский (49) — белорусский и советский общественный и политический деятель, учёный, историк.
- 9 февраля — Мамед-Гасан Гаджинский (55) — азербайджанский государственный и политический деятель.
- 16 февраля — Вильгельм фон Глёден (74) — немецкий фотограф, работавший в Италии, один из крупнейших мастеров изображения мужской наготы.
- 18 февраля — Николай Кареев (80) — русский историк, социолог и философ.
- 23 февраля — Нелли Мелба (69) — австралийская певица (сопрано).
- 25 февраля — Александр Андогский (54) — русский генерал, участник русско-японской и Первой мировой войны.

## Март
- 20 марта — Герман Мюллер (54) — немецкий политик, член Социал-демократической партии Германии, рейхсканцлер Германии в 1920 и 1928—1930 годах.
- 29 марта — Александр Залкинд — врач, общественный деятель.
- 30 марта — Эльза Грундман (39) — российская революционная и советская партийная деятельница, сотрудница органов ВЧК-ГПУ.

## Апрель
- 4 апреля — Андре Мишлен (78) — французский автопромышленник, один из братьев-сооснователей компании «Michelin».
- 6 апреля — Уильям Уайли (79) — английский художник-маринист.
- 8 апреля — Юрий Гравицкий (47) — генерал-лейтенант, участник русско-японской и Первой мировой войн.
- 9 апреля — Александр Адлерберг (81) — русский военный деятель, генерал.
- 13 апреля — Иван Стуруа (60) — грузинский революционер, нарком земледелия Грузинской ССР.
- 16 апреля — Рахель Блувштейн — еврейская поэтесса. Писала на иврите.
- 24 апреля — Давид Клдиашвили (68) — грузинский писатель.
- 25 апреля — Абрам Минчин (33) — французский художник, выходец из России.
- 29 апреля — Евфимий Карский (70) — русский филолог-славист, палеограф и этнограф, академик Петербургской Академии наук.
- 30 апреля — Владимир Покровский (60) — русский зодчий, градостроитель, реставратор.

## Май
- 13 мая — Иван Куровец (68) — западноукраинский общественно-политический деятель.
- 14 мая — Виктор Дык (53) — известный чешский прозаик, драматург, публицист, а также политик и юрист.
- 15 мая — Лев Петражицкий (64) — российский и польский учёный, правовед, социолог, философ, депутат первой Государственной думы.
- 18 мая — Александр Шереметев (72) — русский меценат и музыкант-любитель из рода Шереметевых.
- 27 мая — Владимир Ольдерогге (57) — русский и советский военный деятель. Командующий Восточным фронтом РККА.

## Июнь
- 1 июня — Владислав Бузескул (73) — российский историк-античник, историограф.
- 4 июня — Хусейн бен Али (род. около 1854) — 1-й король Хиджаза в 1916—1924 из династии Хашимитов.
- 11 июня — Александр Граф (74) — австрийский архитектор периода позднего историзма.
- 13 июня — Артёмий Арциховский (54) — русский советский ботаник, физиолог растений, профессор.
- 14 июня — Вячеслав Липинский (49) — украинский политический деятель, историк, публицист.
- 22 июня — Арман Фальер (89) — французский государственный деятель, президент Франции (Третья Республика, 1906—1913).
- 26 июня — Дмитрий Зуев (40) — офицер Лейб-гвардии Преображенского полка.
- 28 июня — Иван Толмачёв (68) — одесский градоначальник в 1907—1911 годах, генерал-лейтенант.
- 29 июня — Яков Вильнер (31) — советский, украинский шахматист, мастер спорта СССР.

## Июль
- 19 июля — Моррис Сигман — американский профсоюзный лидер.
- 27 июля — Огюст Анри Форель (82) — известный швейцарский невропатолог, психиатр, энтомолог и общественный деятель.

## Август
- 1 августа — Христина Алчевская (49) — украинская поэтесса, прозаик, драматург, литературный критик, публицист, переводчик и педагог.
- 10 августа — Рихард Веттштейн (68) — австрийский ботаник.
- 11 августа — Николай Юнаков (59) — русский военный историк, генерал-лейтенант.
- 15 августа — Нигяр Шихлинская (60) — первая азербайджанская сестра милосердия, председательница Больницы дамского комитета офицерской артиллерийской школы при Красном Кресте в Первой мировой войне.
- 17 августа — Борис Владимирцов (47) — российский востоковед, монголовед.
- 20 августа — Анри Бабинский (76) — французский горный инженер, гастроном и автор кулинарных книг.
- 29 августа — Тадеуш Голувко (41) — польский политик, государственный деятель, издатель, публицист, один из деятелей движения прометеизма.
- 31 августа — Холл Кейн (78) — английский романист и драматург.

## Сентябрь
- 1 сентября — Нахум Барнет (76) — австралийский архитектор.
- 3 сентября — Франц Шальк (Franz Schalk) (68) — австрийский дирижёр, педагог.
- 7 сентября — Игнатий Клопотовский (65) — блаженный Римско-Католической Церкви.
- 14 сентября — Том Робертс (75) — известный австралийский художник, один из крупнейших представителей Гейдельбергской школы, реалистического течения в австралийской живописи конца XIX века.
- 19 сентября — Сергей Светославский (73) — украинский художник-пейзажист и карикатурист.
- 23 сентября — Николай Красносельцев (85) — российский историк церкви и археолог; профессор Новороссийского университета.
- 27 сентября — Михайлов-Иванов, Михаил Сильвестрович (36) — советский партийный и хозяйственный деятель, член ВЦИК СССР, директор Сталинградского тракторного завода.
- 29 сентября — Уильям Орпен (52) — английский и ирландский художник, один из крупнейших представителей импрессионизма на Британских островах.

## Октябрь
- 2 октября — Фриц Блей (78) — немецкий писатель.
- 2 октября — Сергей Богословский (61) — врач, создатель отечественной статистики профессиональной заболеваемости.
- 2 октября — Шакарим Кудайбердиев (73) — казахский поэт, писатель, переводчик, композитор, историк и философ.
- 3 октября — Карл Нильсен (66) — датский композитор, скрипач, дирижёр и музыкальный педагог, считается основоположником современной датской композиторской школы.
- 4 октября — Вильямс Труцци (42) — советский артист цирка из династии Франкони-Труцци, дрессировщик (скончался в Ленинграде после продолжительной болезни)[1].
- 8 октября — Джон Монаш (66) — инженер-строитель и австралийский военачальник Первой мировой войны.
- 13 октября — Михаил Поснов (58) — русский библеист, историк христианской Церкви.
- 18 октября — Томас Эдисон (84) — всемирно известный американский изобретатель и предприниматель.
- 21 октября — Артур Шницлер (69) — австрийский писатель.
- 24 октября — Цомак Гадиев (49) — осетинский писатель, борец за советскую власть.
- 31 октября — Владимир Беренштам (70) — российский адвокат, публицист.

## Ноябрь
- 11 ноября — Мария Чуковская (11) — младшая дочь Корнея Чуковского и героиня его стихов и рассказов для детей; туберкулёз.
- 27 ноября — Дэвид Брюс (76) — английский бактериолог.

## Декабрь
- 3 декабря — Густав Мангулис (52) — российский, советский и латвийский военный деятель, полковник РИА и латвийской армии.
- 8 декабря — Хади Такташ (30) — татарский поэт, один из основоположников татарской советской поэзии.
- 9 декабря — Иосиф-Михаил Витошинский-Доброволя (73) — австро-венгерский и украинский военный деятель, генерал-майор Австро-Венгерской армии и генерал-хорунжий Украинской Галицкой армии.
- 12 декабря — Мухаммед-ага Шахтахтинский (85) — видный азербайджанский публицист, просветитель, востоковед, языковед, педагог и общественный деятель.
- 13 декабря — Гюстав Лебон (90) — знаменитый французский психолог, социолог, антрополог и историк, основатель социальной психологии.
- 14 декабря — Казбек Борукаев (41) — советский государственный и партийный деятель, ответственный секретарь Областного комитета ВКП(б) Северо-Осетинской автономной области (1927-1928).
- 18 декабря — Сидоров, Анатолий Иванович (65) — русский и советский учёный-механик и машиностроитель; профессор и декан механического факультета Московского высшего технического училища
- 22 декабря — Загоскина, Вера Дмитриевна — сотрудница Гос. музея изящных искусств, хранитель голландского отдела[2]
- 22 декабря — Гливенко, Иван Иванович (63) — русский и советский историк литературы, переводчик
- 22 декабря — Рога, Адольф Мартынович — Член Общества старых большевиков. Старейший работник НКИД[3].
- 22 декабря — Лидия Цераская (76) — российский (советский) астроном.
- 23 декабря — Раева, Анна Ивановна (50) — заведующая ленинградским отделением Центрального исторического архива[4].
- 26 декабря — Мелвил Дьюи (80) — американский библиотекарь, основатель первого в мире специализированного образовательного учреждения по подготовке библиотекарей — Колумбийской школы библиотечного дела.
- 30 декабря — Усов, Сергей Андреевич (64) — русский советский биолог, ректор Астраханского университета (похоронен в Москве на Новодевичьем кладбище на 3 участке)[5].
- 31 декабря — Иероним Ясинский (81) — русский писатель, журналист, поэт, литературный критик, переводчик, драматург, издатель и мемуарист.